# Carlos Toshiki
Carlos Toshiki (Carlos Toshiki Takahashi, 7 de abril de 1964) é um cantor nipo-brasileiro ex-vocalista das bandas Omega Tribe 1986 e Carlos Toshiki & Omega Tribe. Desde 2018, é o vocalista principal de "Carlos Toshiki & B-EDGE"  .

## Vida pregressa
Carlos nasceu em Londrina e passou grande parte da infância em Maringá, Paraná. Filho de pai japonês e mãe nikkei, sua família administrava um restaurante. Ele passou a infância ouvindo uma grande variedade de estilos musicas, desde o pop americano a estilos japoneses tradicionais e modernos, e foi introduzido aos diferentes gêneros musicais por meio de seu pai, que era DJ de uma estação de rádio. Seu talento e interesse pelo canto na infância foram sobrepostos pelo medo de cantar na frente de uma plateia, e, para incentivá-lo, seu pai o prometeu uma viagem para Tóquio caso ele vencesse uma competição de canto em nível nacional. Carlos conquistou terceiro lugar no concurso municipal de Maringá, primeiro lugar no concurso paranaense e em 1981, aos 17 anos, foi campeão brasileiro. 

## Carreira
No Japão, Toshiki estreou com o single "Lucia", que não obteve sucesso. Na época, começou a trabalhar como lavador de pratos em um restaurante. Durante o trabalho, seu chefe o pediu para cantar no karaokê do restaurante durante os intervalos. Depois que começou a cantar, muitas pessoas começaram a vir apenas para ouvir sua voz, e ele adquiriu popularidade entre os clientes. Em 1985, após muitas tentativas de seguir carreira solo como cantor, ele enviou uma fita demo para várias empresas na esperança de conseguir outro single. A fita caiu nas mãos de Koichi Fujita , produtor e proprietário da Triangle Productions. Carlos então foi escolhido para ser vocalista principal de uma nova banda Omega Tribe, após a separação do grupo Kiyotaka Sugiyama & Omega Tribe, no mesmo ano. 
Com Toshiki como o novo vocalista do grupo, Fujita contratou o guitarrista Mitsuya Kurokawa e recontratou o guitarrista e tecladista do grupo anterior, Shinji Takashima e Toshitsugu Nishihara.

### Kimi wa1000%
Kimi wa 1000% (Japonês : 君は1000%) foi o primeiro single da banda lançado em 1 de maio de 1986.
Em uma viagem ao Havaí de Carlos Toshiki com o produtor Koichi Fujita, uma conversa sobre palavras que tinham pronúncia parecida em japonês e português originou a ideia para o single. Carlos falou sobre a similaridade das palavras para "1000", em japonês com pronúncia "sen" (千), e "100" na língua portuguesa com pronúncia "cem". Fujita se interessou pelo conceito e contatou Masako Arikawa para escrever a letra da música baseada nas palavras homófonas e com o título "Kimi wa 1000%."
A música chegou ao 4º lugar no ranking da Oricon e também foi música-tema da novela Shin Netchū Jidai Sengen transmitido pela NipponTV em horário nobre.

### Outras publicações e separação da banda
No mesmo ano do lançamento do primeiro single, a banda lançou o álbum Navigator , alcançando o 2º lugar nas tabelas da Oricon. Eles então lançaram "Super Chance" e "Cosmic Love", alcançando o 2º e 3º lugar nos rankings, respectivamente. Em 1987, a banda lançou o álbum Crystal Night, que foi o álbum número um na tabela de LPs da Oricon. A banda posteriormente lançou os singles "Miss Lonely Eyes" e "Stay Girl Stay Pure" após o álbum. 
Em 1988, Kurokawa deixou o grupo devido a problemas de saúde, deixando Toshiki, Takashima e Nishihara como os membros restantes.  O grupo mudou seu nome para Carlos Toshiki & Omega Tribe, em uma tentativa de ajudar a aumentar a popularidade de Toshiki, bem como para distinguir-se do grupo antigo. O grupo lançou o álbum Down Town Mystery no mesmo ano, com a ajuda de artistas americanos como Joey McCoy, Wornell Jones e Marty Bracey. Em 10 de agosto de 1988, o grupo lançou "Aquamarine no Mama de Ite", que alcançou a posição número 3 nos rankings da Oricon e é considerada uma das canções principais do grupo ao lado de "Kimi wa 1000%."  Em 10 de novembro de 1988, o vocal de apoio Joey McCoy se juntou ao grupo com o single "Reiko". Depois de mais três álbuns, o grupo anunciou ao programa de TV Music Station que eles se separariam após uma turnê.  A banda se separou oficialmente em 16 de março de 1991, um ano após o anúncio.

### Carreira Solo
Com a dissolução do Omega Tribe, Toshiki começou sua carreira solo com o single "Yoakemade Borderless", alcançando o 97º lugar nas paradas da Oricon.  Ele então lançou o álbum Emotion - Migigawa no Heart-tachi e no mesmo ano.  Em 1993, ele lançou os singles "I Love Japan", incluídos no álbum Alquimist, e "Passion", e em 1994, lançou "Yume o Mi Sasete". Os dois últimos foram incluídos no álbum "Doushitedarou?" O single "Forever" de 1994 foi seu único outro single a ter uma posição na tabela da Oricon, com também sendo sua posição mais alta no número 74. 

### Hiato e retorno à música
Depois de lançar o álbum Shake It Down de 1995, Toshiki parou todas as suas atividades musicais após sofrer de uma hérnia de disco. Ele voltou ao Brasil para se tornar um operador de restaurante. 
Em 2000, ele apareceu no programa da NipponTV "Anohitohaima!?" onde foi revelado que ele era operador de restaurante no Brasil. Ele também fez uma visita ao Japão para cantar "Kimi wa 1000%" e "Aquamarine no Mama de Ite". Em 2010, ele apareceu no programa de TV Fuji "Dai Tsuiseki! Ano Nyuusu no Tsudzuki", onde foi relatado que Toshiki estava no comando da produtora brasileira Techno Planter, antes de "Kimi wa 1000%" ser cantada novamente. De fevereiro a março de 2017, ele realizou uma turnê nacional para o 30º aniversário de sua estreia, começando em Yokohama e indo para Tóquio, Nagoya, Osaka e Fukuoka. Durante oito dias em março, ele foi transmitido no programa de TV Fuji "Nonstop!" e voltou ao Japão para ajudar no restaurante de sua família, e passou um tempo longe de suas atividades musicais.
Quando completou 40 anos, decidiu seguir carreira agrícola, ingressando em uma universidade no Brasil para estudar Biotecnologia e trabalhando para uma empresa de sementes aos 47. Trabalhou no aprimoramento do cultivo de alho, tornando-se executivo de uma empresa de sementes de alho, e foi destaque em uma revista local como "um dos maiores especialistas em alho no Brasil".
Em 2018, Toshiki se juntou à banda B-EDGE, tornando-se o vocalista principal do grupo de 2017 a 2019.  O grupo lançou o álbum Nova Nostalgia em 2018, cobrindo muitas das canções de Toshiki durante a era Omega Tribe.

## Singles
| Ano                               | A-Side                            | B-Side(s) / Double A-Side         | Chart positions (JP)              | Chart positions (JP)              | Gravadora                         |
| Peak                              | Sales                             |                                   |                                   |                                   |                                   |
| sob nome artístico Carlos Toshiki | sob nome artístico Carlos Toshiki | sob nome artístico Carlos Toshiki | sob nome artístico Carlos Toshiki | sob nome artístico Carlos Toshiki | sob nome artístico Carlos Toshiki |
| --------------------------------- | --------------------------------- | --------------------------------- | --------------------------------- | --------------------------------- | --------------------------------- |
| 1982                              | "Lucia"                           | "Aishū no Ipanema"                | —                                 | 3,000                             | Polydor                           |
| 1991                              | "Yoakemade Borderless"            | "Kodokuna Tenshi"                 | 97                                | 3,210                             | WEA Japan                         |
| 1993                              | "I Love Japan"                    | "Yasashi Sugita Hito e"           | —                                 | —                                 | Nippon Columbia                   |
| 1993                              | "Passion"                         | "Boy"                             | —                                 | —                                 | Nippon Columbia                   |
| 1994                              | "Yume o Mi Sasete"                | "Gogo no Jijō"                    | —                                 | —                                 | Nippon Columbia                   |
| como Toshiki Takahashi            |                                   |                                   |                                   |                                   |                                   |
| 1994                              | "Forever"                         | "Paris Night"                     | 68                                | 20,270                            | Toshiba EMI / TM FACTORY          |
| 1995                              | "Tōi Yume"                        | "Kimi ga Ite Boku ga Ita"         | —                                 | —                                 | Toshiba EMI / TM FACTORY          |
| 1995                              | "Tell Me"                         | "Mystery"                         | —                                 | —                                 | Toshiba EMI / TM FACTORY          |
| Com o grupo B-EDGE                |                                   |                                   |                                   |                                   |                                   |
| 2018                              | "Sentimental No No"               | —                                 | —                                 |                                   | Publicação Independente           |

## Álbuns
| 1991                                | Emotion – Migigawa no Heart-tachi e | 86  | 4,740 | WEA Japan                |
| 1993                                | Alquimist                           | —   | —     | Nippon Columbia          |
| 1994                                | Dōshitedarou?                       | —   | —     | Nippon Columbia          |
| como Toshiki Takahashi              |                                     |     |       |                          |
| 1995                                | Shake It Down                       | —   | —     | Toshiba EMI / TM FACTORY |
| como Carlos Toshiki                 |                                     |     |       |                          |
| 2000                                | Carlos                              | —   | —     | Independent              |
| com o grupo Carlos Toshiki & B-EDGE |                                     |     |       |                          |
| 2018                                | Nova Nostalgia                      | 113 | *     | jp [Vivid Sound]         |

1. ↑  カルロス・トシキ新バンドで「君は1000%」など名曲リメイク、ツアーも開催（音楽ナタリー、2018年2月8日）
2. ↑  «Carlos Toshiki Official Site». carlostoshiki (em japonês). Consultado em 30 de maio de 2021
3. 1 2 3  «carlos toshiki». Risca Faca. Consultado em 28 de maio de 2021
4. 1 2  «カルロス・トシキとオメガトライブの歴史！本名やプロフィールは？». Anincline (Em japonês). Consultado em 28 de maio de 2021
5. ↑  «『Stay Girl Stay Pure』». LISTEN！ (em japonês). Consultado em 29 de maio de 2021
6. ↑  «黒川照家さんが脱退した理由は？». あやログ. Consultado em 29 de maio de 2021
7. ↑  «畳の上で「Cosmic Love」！». あやログ. Consultado em 4 de junho de 2021
8. ↑  Clements, Jonathan; Tamamuro, Motoko (1 de novembro de 2003). The Dorama Encyclopedia: A Guide to Japanese TV Drama Since 1953 (em inglês). [S.l.]: Stone Bridge Press. ISBN 9781611725216
9. ↑  «出演者ラインナップ｜ミュージックステーション｜テレビ朝日». www.tv-asahi.co.jp (em japonês). Consultado em 4 de junho de 2021
10. ↑  «ミュージックステーションで起こった主な出来事 - trifurio». ミュージックステーションで起こった主な出来事 - trifurio (em japonês). Consultado em 4 de junho de 2021
11. ↑  «『私が好きなライブアルバム』». YUMEの音楽室 (em japonês). Consultado em 29 de maio de 2021
12. ↑  «カルロス・トシキ (Carlos Toshiki) - ブラジルの今をお届け - MEGABRASIL». ブラジルの今をお届け – MEGABRASIL (em japonês). Consultado em 30 de maio de 2021
13. ↑  «カルロス・トシキ／Ｅｍｏｔｉｏｎ～右側のハートたちへ». 紀伊國屋書店ウェブストア｜オンライン書店｜本、雑誌の通販、電子書籍ストア (em japonês). Consultado em 4 de junho de 2021
14. ↑  «Emotion～右側のハートたちへ | Carlos Toshiki». ORICON NEWS. Consultado em 4 de junho de 2021
15. ↑  «プロフィール| カルロス・トシキ | 日本コロムビアオフィシャルサイト». 日本コロムビア公式サイト (em japonês). Consultado em 4 de junho de 2021
16. ↑  «カルロス・トシキ & B-EDGE - Turne do Japao 2018 - @COTTON CLUB». COTTON CLUB (em japonês). Consultado em 4 de junho de 2021
17. ↑  Inc, Natasha. «「君は1000%」から31年、カルロス・トシキがツアー開催». 音楽ナタリー (em japonês). Consultado em 4 de junho de 2021
18. ↑  «カルロス・トシキ ブラジルで種苗会社のニンニク部門幹部に | 女性自身». WEB女性自身 (em japonês). Consultado em 4 de junho de 2021
19. ↑  «カルロス・トシキ、ヘルニアで帰国後「ニンニク王」 : スポーツ報知». web.archive.org. 9 de março de 2017. Consultado em 4 de junho de 2021
20. ↑  «カルロス・トシキ ブラジルで種苗会社のニンニク部門幹部に｜ウーマンエキサイト». ウーマンエキサイト (em japonês). Consultado em 4 de junho de 2021
21. ↑  Inc, Natasha. «カルロス・トシキ新バンドで「君は1000%」など名曲リメイク、ツアーも開催（動画あり）». 音楽ナタリー (em japonês). Consultado em 4 de junho de 2021
22. ↑  «【君は1000％】カルロス・トシキ、待望の再来日＆ツアーが決定！». いまトピ (em japonês). Consultado em 4 de junho de 2021
23. ↑  «カルロストシキの今現在。ライブ活動はしてる？「君は1000％」「アクアマリンのままでいて」の誕生秘話は？ – 80s90sソングズ». www.80s90s-songs.fun. Consultado em 4 de junho de 2021
24. ↑  «名曲散歩／『君は1000％』カルロス・トシキ、ブラジルで大成功». ライブドアニュース (em japonês). Consultado em 4 de junho de 2021
25. ↑  «名曲散歩／『君は1000％』カルロス・トシキ、ブラジルで大成功 | Smart FLASH/スマフラ[光文社週刊誌]». Smart FLASH[光文社週刊誌]スマフラ／スマートフラッシュ (em japonês). 26 de julho de 2020. Consultado em 4 de junho de 2021
26. ↑  «カルロス・トシキ＆オメガトライブ». 1000% Carlos Toshiki (em japonês). Arquivado do original em 21 de janeiro de 2001
27. ↑  «カルロス・トシキ＆オメガトライブ». 1000% Carlos Toshiki (em japonês). Arquivado do original em 21 de janeiro de 2001